# Petronà
Petronà ist eine italienische Gemeinde mit 2348 Einwohnern (Stand 31. Dezember 2023) in der Provinz Catanzaro, Region Kalabrien.
Das Gebiet der Gemeinde liegt auf einer Höhe von 889 m über dem Meeresspiegel und umfasst eine Fläche von 45,5 km². Die Nachbargemeinden sind Belcastro, Cerva, Marcedusa, Mesoraca (KR), Sersale und Zagarise. Die Ortsteile sind Campo Farnia und La Pietà. Petronà liegt 53 km nordöstlich von Catanzaro.